# 1. FC Mönchengladbach
Der 1. FC Mönchengladbach 1894 e. V. ist ein Sportverein aus Mönchengladbach. Er ist der älteste noch bestehende Fußballverein im Westdeutschen Fußballverband. Die erste Fußballmannschaft spielt in der Saison 2023/24 in der siebtklassigen Bezirksliga. Umgangssprachlich wird der 1. FC Mönchengladbach auch als Fine-Heäre-Klub (hochdeutsch: Feine-Herren-Klub) bezeichnet.

## Geschichte
Der 1. FC Mönchengladbach entstand im Jahre 1950 durch die Fusion des SC München-Gladbach mit Eintracht München-Gladbach.

### Die Stammvereine
Der SC München-Gladbach wurde am 4. April 1894 durch den Sportlehrer H. C. Heesch als Mönchengladbacher FC 94 gegründet. In den Jahren 1905 und 1908 wurden die Gladbacher jeweils Westdeutscher Vizemeister, bevor 1909 nach einem 3:2-Sieg über Preußen Duisburg die Westdeutsche Fußballmeisterschaft gewonnen und der größte Erfolg der Vereinsgeschichte erreicht wurde. Die Spiele wurden zu dieser Zeit auf der 20.000 Zuschauer fassenden Kampfbahn am alten Wasserturm ausgetragen.
Nach Ende des Ersten Weltkriegs erfolgte die Umbenennung in SC München-Gladbach. Im Jahr 1933 fusionierte der SC nach politischer Anordnung mit dem Stadtrivalen Borussia, der Zusammenschluss wurde jedoch noch im selben Jahr wieder rückgängig gemacht.
Fusionspartner Eintracht wurde am 15. September 1901 gegründet und spielte in den 1910er und 1920er Jahren mit unterschiedlichem Erfolg in der höchsten Spielklasse. 1938 verpasste die Eintracht in der Aufstiegsrunde gegen Westende Hamborn den möglichen Aufstieg in die seinerzeit erstklassige Gauliga Niederrhein. Nach dem Ende des Zweiten Weltkriegs spielten beide Vereine in der Bezirksklasse und kamen dort nicht mehr über Mittelmaß hinaus. Daraufhin kam es im Jahre 1950 zur Fusion beider Clubs. 1957 wurde durch die Stadt zwischen Luisen- und Hügelstraße die Ernst-Reuter-Kampfbahn errichtet, welche bis heute als Spielstätte dient.

### Nach der Fusion
Gleich in der ersten Saison nach der Fusion schaffte der neue Verein den Aufstieg in die Landesliga, der seinerzeit höchsten Amateurliga am Niederrhein. Platz sieben in der Saison 1952/53 wurden zum sportlichen Höhepunkt der Mannschaft, die drei Jahre später die Qualifikation zur neu geschaffenen Verbandsliga Niederrhein verpasste. Anfang der 1960er Jahre brach für den 1. FC eine neue Erfolgsära an, die zwei dritte Plätze in den Jahren 1961 und 1962 mit sich brachte. Im Jahre 1963 spielte die Mannschaft lange um den Aufstieg mit und beendete die Saison punktgleich mit Bayer 05 Uerdingen. Das Entscheidungsspiel um den Aufstieg gewann Uerdingen mit 4:1.
Der verpasste Aufstieg sollte ein Rückschlag für die Gladbacher werden, die 1965 in die Bezirksklasse absteigen mussten. Zwei Jahre später gelang der Wiederaufstieg in die Landesliga, wo der Verein nicht mehr über Mittelfeldplatzierungen hinauskam. Im Jahre 1975 folgte der erneute Abstieg, ehe der 1. FC zwei Jahre später den Wiederaufstieg schaffte. Es folgte eine jahrzehntelange Landesligaära. Kurios verlief die Saison 1992/93, in der der Verein mit zwei Mannschaften in der Landesliga vertreten war. Im Jahre 2007 stieg der 1. FC aus der Landesliga ab und schaffte den sofortigen Wiederaufstieg. Zurück in der Landesliga entwickelten sich die Gladbacher zu einer Spitzenmannschaft und wurden in den Jahren 2011 und 2014 jeweils Vizemeister hinter dem SV Hilden-Nord bzw. dem VfR Krefeld-Fischeln.
Schließlich gelang im Jahre 2015 aufgrund der besseren Tordifferenz gegenüber dem 1. FC Kleve der Aufstieg in die Oberliga Niederrhein. Die Gladbacher brauchten am letzten Spieltag einen Sieg mit mindestens zwei Toren Differenz, während Kleve spielfrei war. Gegen den SC Union Nettetal gewannen die Westender 3:0. Am Ende der Saison 2015/16 stieg der Verein wieder ab und schaffte vier Jahre später den Wiederaufstieg. Im Jahre 2022 stiegen die Gladbacher als Tabellenletzter erneut in die Landesliga ab und wurden in der folgenden Landesligasaison 2022/23 mit nur vier Punkten in die Bezirksliga durchgereicht. 2025 wurde der Abstieg in die Kreisliga A erst nach gewonnenen Entscheidungsspielen gegen den FC Sterkrade vermieden.

### Weitere Mannschaften
Die A-Jugendmannschaft des Vereins wurde im Jahre 2014 Niederrheinmeister und schaffte den Aufstieg in die A-Junioren-Bundesliga West, wo sie auf Anhieb Siebter wurde. In der folgenden Saison 2015/16 stieg die Mannschaft als Vorletzter ab. Ebenfalls 2016 stieg die B-Jugend in die U-17-Bundesliga auf.

### Frauenfußball
Die Abteilung Frauenfußball wurde im Jahre 2008 gegründet. Die Frauenmannschaft stieg im Jahre 2012 in die Bezirksliga auf und schaffte 2016 nach zwei Aufstiegen in Folge den Sprung in die viertklassige Niederrheinliga. Drei Jahre gewann die Mannschaft das Endspiel des Niederrheinpokals gegen den SV Heißen mit 5:1 und qualifizierte sich für den DFB-Pokal. Dort schieden die Mönchengladbacherinnen bereits in der ersten Runde nach einer 0:1-Niederlage beim TuS Wörrstadt aus.
Im Juni 2020 sorgte der Verein für Schlagzeilen, als der FCM beide Frauen- und die in der Regionalliga spielende B-Juniorinnen-Mannschaft abmeldete. Durch den Aufstieg der Herrenmannschaft in die Oberliga Niederrhein würde es laut Verein keine Kapazitäten mehr für die Frauenmannschaften geben. Die Spielerinnen starteten daraufhin eine Petition gegen diese Entscheidung, die von knapp 20.000 Menschen unterzeichnet wurde, darunter die deutsche Nationalspielerin Alexandra Popp. Ende Juni 2020 spaltete sich die Abteilung ab und gründete mit dem FV Mönchengladbach einen eigenen Verein.

## Kritik
Für Kritik sorgte eine plötzliche Erhöhung des Jahresbeitrages zum Jahresende 2022. Der Beitrag stieg von 180 € auf teilweise 480 € im Jahr. Ein weiterer Kritikpunkt war die späte Bekanntgabe der Erhöhung im Dezember, sodass keine fristgerechte Kündigung zum Jahresende mehr möglich war.

## Persönlichkeiten
- Jens Bäumer, Bundesligaprofi beim Karlsruher SC und Borussia Mönchengladbach
- Said Daftari, afghanischer Nationalspieler
- Johannes Dörfler, ehemaliger Fußballprofi – SC Paderborn 07
- Albert Jansen, Bundesligaprofi bei Borussia Mönchengladbach, Jugendspieler beim 1. FCMG
- Dominik Jansen, ehemaliger Fußballprofi – MSV Duisburg
- Simon Jentzsch, ehemaliger Fußballprofi, u. a. beim FC Augsburg, TSV 1860 München und VfL Wolfsburg, spielte in der Jugend für den 1. FCMG
- Bekim Kastrati, albanischer Nationalspieler, Jugendspieler beim 1. FCMG
- Günter Netzer, ehemaliger deutscher Nationalspieler und Fußballprofi, u. a. bei Borussia Mönchengladbach und Real Madrid, spielte in seiner Jugendzeit bis 1963 beim 1. FC Mönchengladbach[10]
- Radomir Novaković, Fußballprofi, u. a. für Roda Kerkrade – aktuell bei Schalke 04 II
- Werner Pöhler, ehemaliger deutscher Amateurnationalspieler und Fußballprofi bei Alemannia Aachen
- Uwe Röhrhoff, Vorstandsvorsitzender des Pharma-Verpackungsherstellers Gerresheimer, spielte in der Jugend für den FC und war zwischenzeitlich Vereinspräsident[11]
- Eduardo Dos Santos Haesler, Fußballprofi – ehemals Werder Bremen
- Werner Waddey, ehemaliger deutscher Jugendnationalspieler und Fußballprofi bei Borussia Mönchengladbach